# Сувенир (фильм, 2019)
«Сувени́р» (англ. The Souvenir) — американо-британский драматический фильм 2019 года, снятый режиссёром Джоанной Хогг, которая также написала сценарий к фильму. В главных ролях — Онор Суинтон-Бирн, Том Берк и Тильда Суинтон.

## Сюжет
Джулия — студентка лондонской киношколы. Она учится режиссуре и планирует снять фильм, опираясь на выдуманный жизненный опыт, ведь будучи дочерью богатых родителей из привилегированного класса, Джулия является хрупкой натурой, ещё не пережившей никаких серьёзных проблем. 
Одновременно с этим, Джулия знакомится и постепенно влюбляется в странного парня Энтони, работающего в Министерстве иностранных дел. Он эстет, манипулятор, на первый взгляд у Энтони и Джулии нет ничего общего. Ко всему прочему, выясняется, что Энтони имеет героиновую зависимость. Эти отношения существенно осложняют и меняют жизнь Джулии. Но также, это и обещает ей получить тот самый опыт, который был необходим для написания сценария фильма и его съёмки.

## В ролях
| Актёр             | Роль        |
| ----------------- | ----------- |
| Онор Суинтон-Бирн | Джули       |
| Том Бёрк          | Энтони      |
| Тильда Суинтон    | Розалинд    |
| Ричард Айоади     | Патрик      |
| Джейганн Айех     | Марлэнд     |
| Джек Маккаллен    | Джек        |
| Ханна Эшби Уорд   | Трэйси      |
| Фрэнки Уилсон     | Фрэнки      |
| Барбара Пирсон    | мать Энтони |
| Джеймс Доддс      | отец Энтони |
| Ариана Лабед      | Гаранс      |

## Релиз
Премьера фильма состоялась 27 января 2019 года на 35-м кинофестивале «Сандэнс». A24 и Curzon Artificial Eye приобрели права на его распространение в США и Великобритании соответственно. 17 мая 2019 года фильм вышел в прокат на территории США. В Великобритании фильм показали 30 августа 2019 года.

## Критика
На агрегаторе Rotten Tomatoes фильм имеет рейтинг 90 % на основе 157 отзывов со средней оценкой 8,17/10. На Metacritic фильм имеет средневзвешенный балл 92 из 100 на основе 44 рецензий, что указывает на «всеобщее признание».

## Награды и номинации
| Год  | Награда                                  | Категория                                                     | Номинант          | Результат |
| ---- | ---------------------------------------- | ------------------------------------------------------------- | ----------------- | --------- |
| 2019 | Берлинский международный кинофестиваль   | Секция «Панорама»                                             | Джоанна Хогг      | Номинация |
| 2019 | Эдинбургский кинофестиваль               | Лучший британский художественный фильм                        | Джоанна Хогг      | Номинация |
| 2019 | «Золотой трейлер»                        | Лучший постер независимого фильма                             | н/д               | Номинация |
| 2019 | Одесский международный кинофестиваль     | Международная конкурсная программа                            | Джоанна Хогг      | Номинация |
| 2019 | Международный кинофестиваль в Стокгольме | Приз зрительских симпатий                                     | Джоанна Хогг      | Номинация |
| 2019 | Кинофестиваль «Сандэнс»                  | Драматический фильм (Программа «Мировое кино»)                | Джоанна Хогг      | Победа    |
| 2019 | Международный кинофестиваль в Сиднее     | Лучший фильм                                                  | Джоанна Хогг      | Номинация |
| 2019 | Премия британского независимого кино     | Лучший британский независимый фильм                           | Джоанна Хогг      | Номинация |
| 2019 | Премия британского независимого кино     | Лучший режиссёр                                               | Джоанна Хогг      | Номинация |
| 2019 | Премия британского независимого кино     | Лучший актёр                                                  | Том Берк          | Номинация |
| 2019 | Премия британского независимого кино     | Самый многообещающий дебют                                    | Онор Суинтон-Бирн | Номинация |
| 2019 | Премия британского независимого кино     | Лучший сценарий                                               | Джоанна Хогг      | Номинация |
| 2019 | Премия британского независимого кино     | Лучший дизайн костюмов                                        | Грэйс Снелл       | Номинация |
| 2019 | Премия британского независимого кино     | Лучший монтаж                                                 | Хелле Ле Февр     | Номинация |
| 2019 | Премия британского независимого кино     | Лучшая работа художника-постановщика                          | Стэфани Колланж   | Номинация |
| 2019 | Национальный совет кинокритиков США      | ТОП-10 независимых фильмов года                               | Джоанна Хогг      | Победа    |
| 2020 | «Независимый дух»                        | Лучший международный фильм                                    | Джоанна Хогг      | Номинация |
| 2020 | Премия Лондонского кружка кинокритиков   | Лучший фильм                                                  | Джоанна Хогг      | Номинация |
| 2020 | Премия Лондонского кружка кинокритиков   | Лучший актёр                                                  | Том Берк          | Номинация |
| 2020 | Премия Лондонского кружка кинокритиков   | Лучшая актриса второго плана                                  | Тильда Суинтон    | Номинация |
| 2020 | Премия Лондонского кружка кинокритиков   | Лучший сценарий                                               | Джоанна Хогг      | Номинация |
| 2020 | Премия Лондонского кружка кинокритиков   | Лучший британский или ирландский фильм                        | Джоанна Хогг      | Победа    |
| 2020 | Премия Лондонского кружка кинокритиков   | Лучший британский или ирландский актёр                        | Том Берк          | Номинация |
| 2020 | Премия Лондонского кружка кинокритиков   | Самый многообещающий дебют в британском или ирландском фильме | Онор Суинтон-Бирн | Победа    |